# Antoine Marfan
Bernard-Jean Antoine Marfan (Castelnaudary, 20 de junio de 1858 - París, 1942) fue un médico francés, considerado como uno de los fundadores de la pediatría moderna en Francia.

## Biografía
Nacido en Castelnaudary, hijo de Antoine Prosper, médico rural y Adelaida Thuries.
Estudió medicina en Toulouse durante dos años, trasladándose posteriormente a París, investigando ya establecido en esta ciudad, para su graduación, en 1886, una tesis sobre la tuberculosis infantil. Ejerció como pediatra en el Hospital de niños de París y posteriormente ejerció como profesor docente universitario en la Universidad de París, en las disciplinas de Terapéutica primero e Higiene Infantil posteriormente. Su interés e investigación se concentró sobre diversos tema infantiles, incluida la nutrición infantil o la difteria.
En 1896, Marfan describió minuciosa y científicamente las anomalías de desarrollo en una niña de 5 años con las extremidades y dedos especialmente alargadas, llamando a esta enfermedad inicialmente "dolichosténomélie", el posteriormente llamado síndrome de Marfan, enfermedad hereditaria del tejido conjuntivo. 
Marfan fue co-redactor del Traité de médecine (Tratado de medicina) juntamente con Jean-Martin Charcot. 
Distintos estadios médicos le deben su nombre (epónimos), entre los cuales se pueden citar:
- El síndrome de Dennie-Marfan
- El síndrome de hipermobilidad de Marfan
- La ley de Marfan
- La señal de Marfan
- El síntoma de Marfan
- El síndrome de Marfan-Madelung